# Guido da Siena
Guido da Siena, latinsky Guido de Senis (kolem 1230 Siena, kolem 1290 Siena) byl významný italský malíř rané gotiky 13. století (ducenta), byzantské tradice.

## Život
Historikové umění jej podle stylového i restaurátorského rozboru desítky deskových obrazů považují za žáka či spolupracovníka Duccia di Buoninsegna, zakladatele Sienské školy gotické chrámové malby, která v sobě zahrnovala silnou byzantskou tradici (lat.: maniera graeca). O Guidově životě není téměř nic známo, pravděpodobně celou svou kariéru pracoval v Sieně, zhruba mezi léty 1250 až 1290.

## Dílo

### Život Kristův a Mariin
Guidovo autorství a spolupráce se sienským malířem Dietisalvim di Speme byly připsány 13dílnému cyklu deskových obrazů z Mariina a Kristova života, které původně tvořily polyptych, oltářní retábl v kostele v toskánské obci Badia Ardenga, nedaleko Montalcina. Většina desek se dochovala v Sieně a je vystavena v tamní Pinakotéce, další dva jsou v Louvru v Paříži, dva v Lindenau, po jednom v Altenburgu, v Univerzitním muzeu umění v Princetonu a v muzeu v Kateřinském konventu v Utrechtu.

### Madona ze San Domenico v Sieně
Malířovo jméno se odvozuje z latinského nápisu na obraze trůnící Panny Marie z klášterního kostela dominikánů San Domenico v Sieně. Nápis je vepsán do spodního černého lemu Mariiných šatů. Tím nápisem o sobě obraz říká (v českém překladu): Guido ze Sieny mne namaloval v příjemných dnech, kdy Krista nesužovalo žádné utrpení, léta Páně tisícího dvoustého dvacátého prvního. (Latinsky: ME GUIDO DE SENIS DIEBUS DEPINXIT AMENIS: QUEM XR[ISTU]S LENIS NULLIS VELIT A[N]GERE PENIS A[N]NO.D[OMINI].M[ILLESIMO].CCXXI). Letopočet je chybný, toho roku Guido ještě nežil. Obraz byl počátkem 14. století zčásti přemalován, také nápis byl druhotně upravován, část se signaturou se však na základě restaurátorského průzkumu barevných vrstev obrazu považuje za původní.

## Z cyklu Život Mariin a Kristův

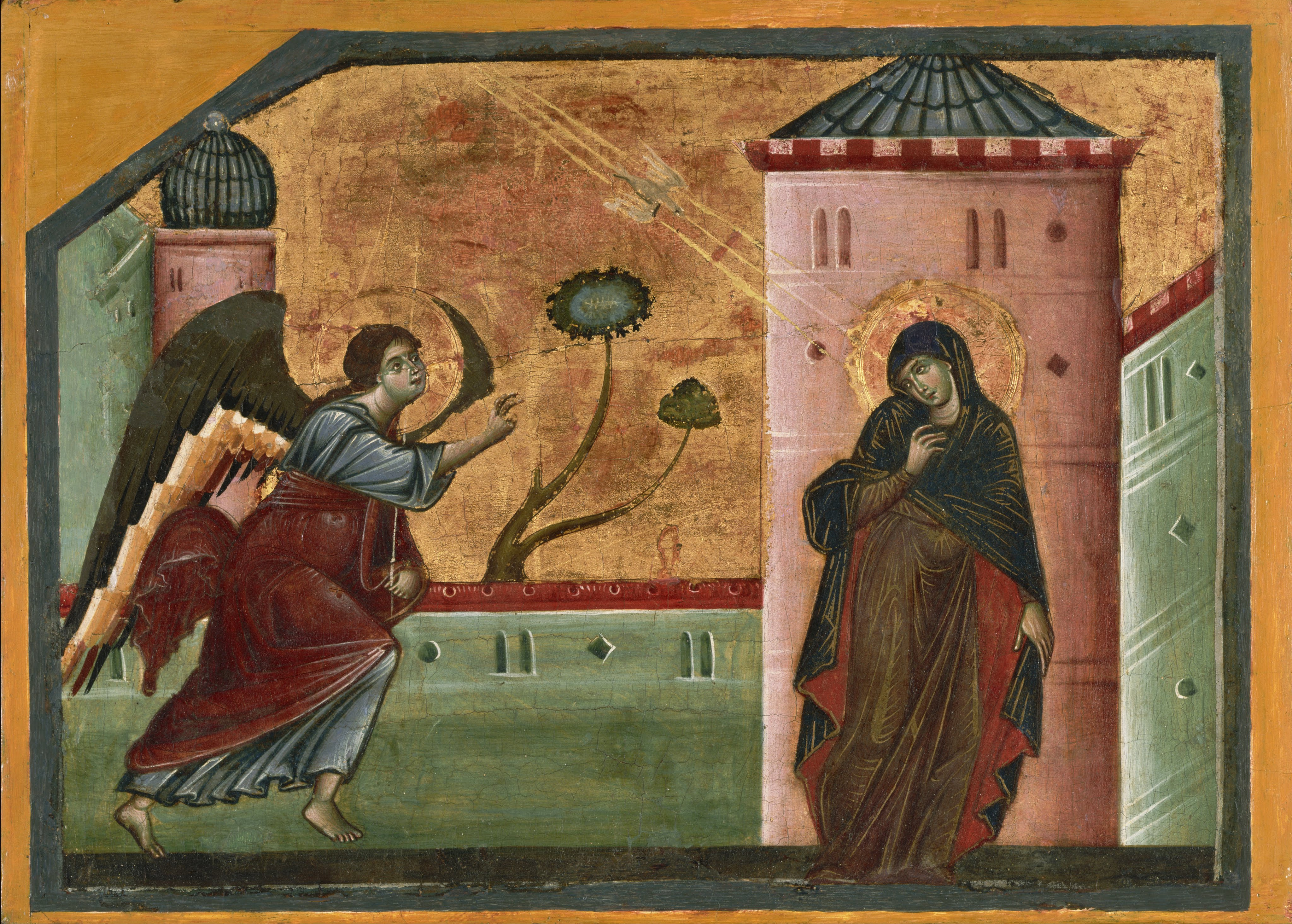
Zvěstování, 1262–1279, Princeton
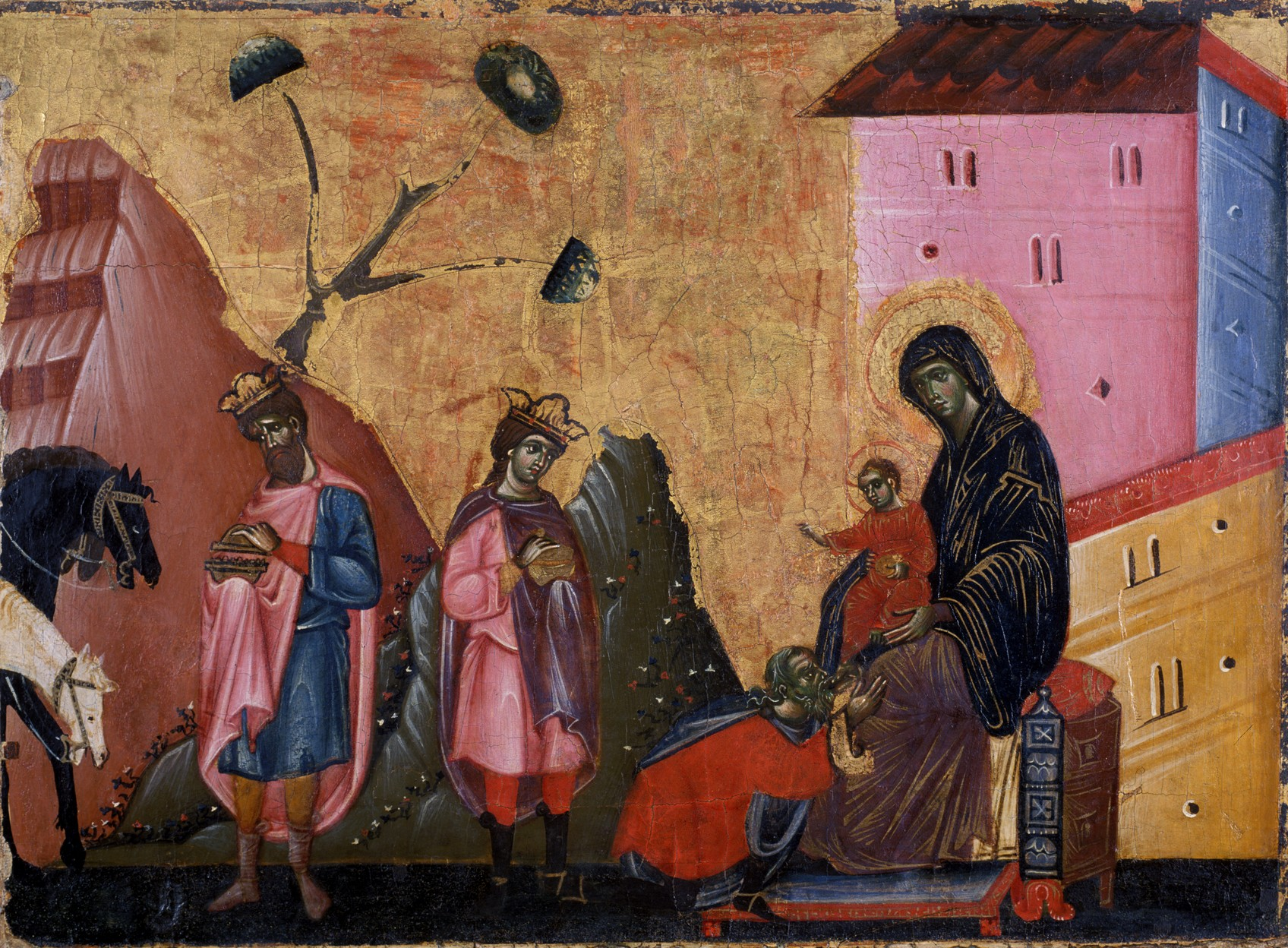
Klanění tří králů
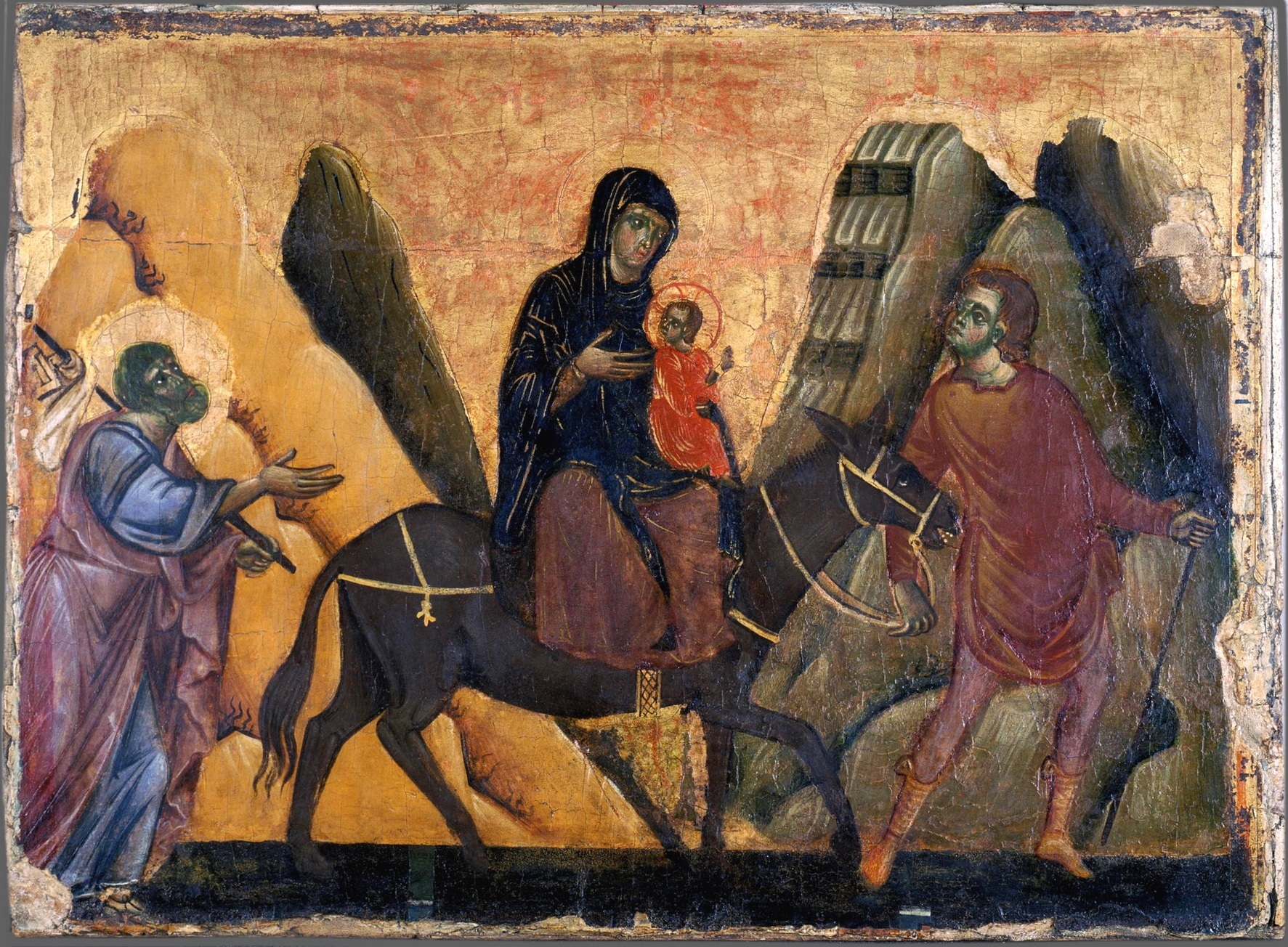
Útěk do Egypta, 1270-, Lindenau
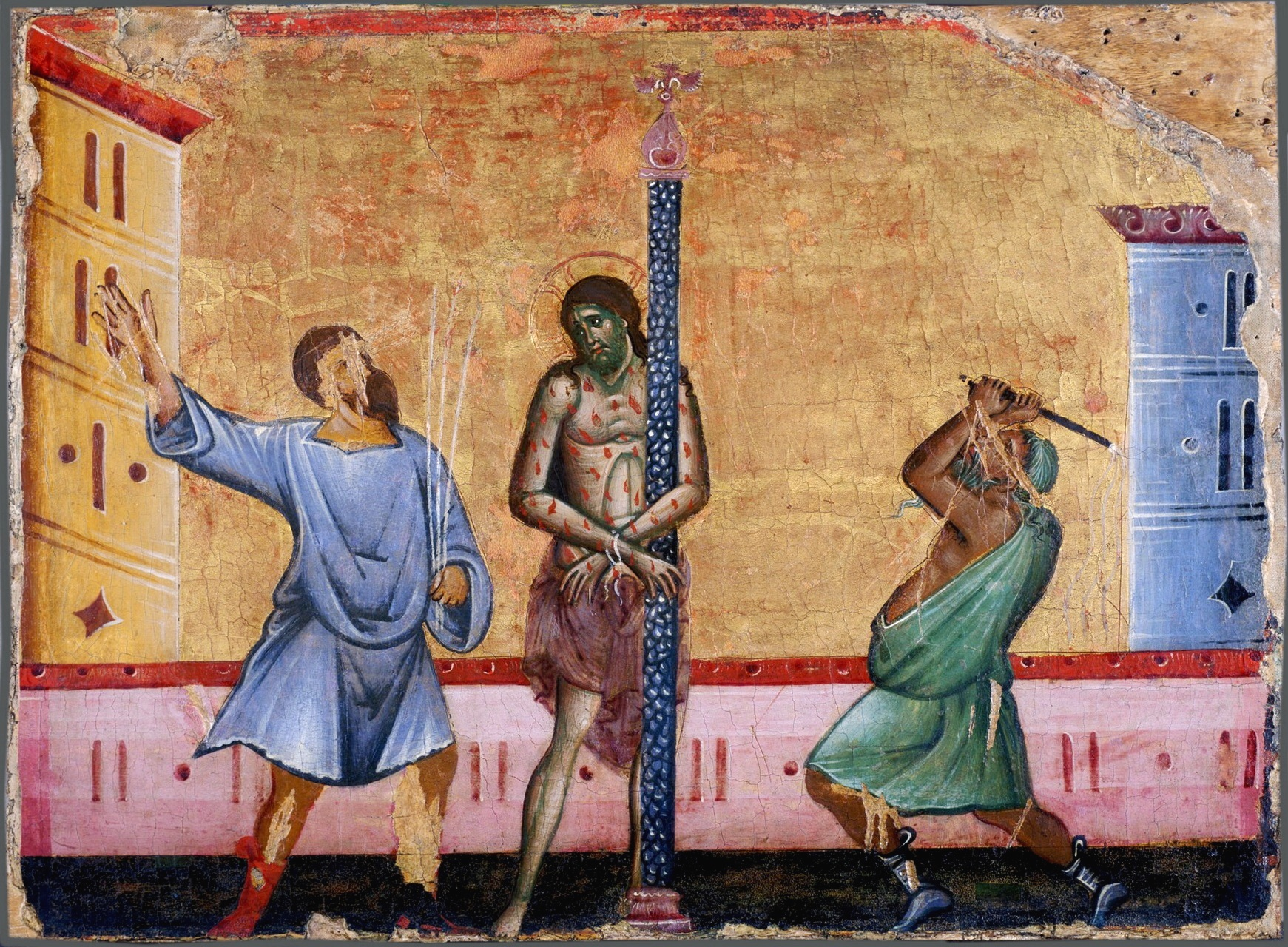
Bičování Krista, 1270-, Lindenau
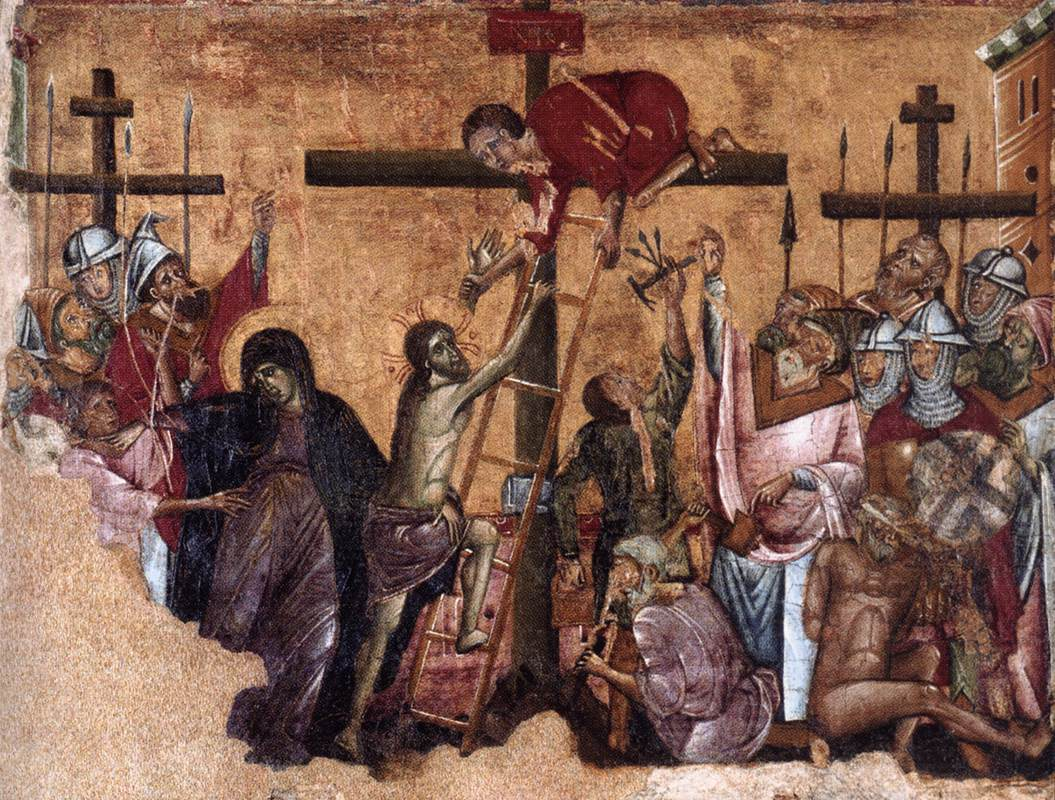
Příprava ukřižování, 1270-, Utrecht
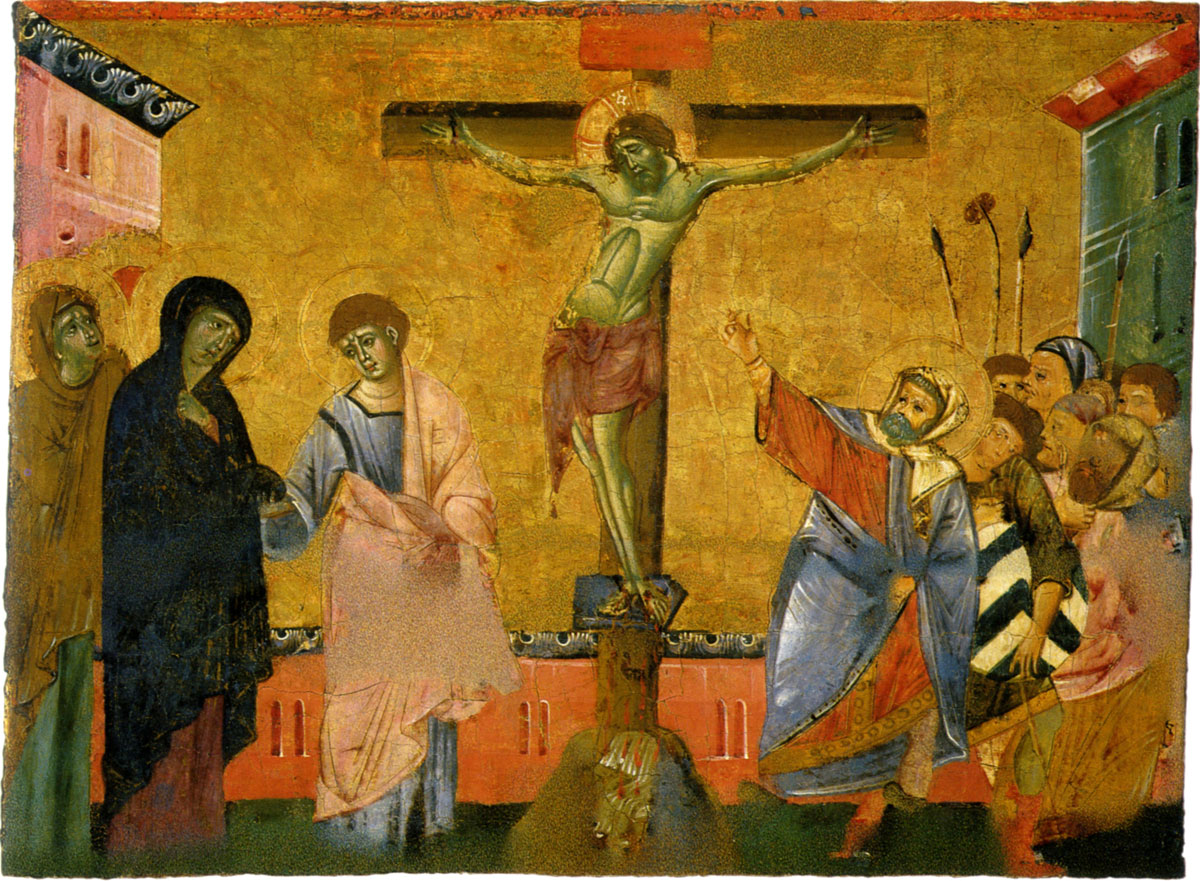
Skupina ukřižování z jiného cyklu, Siena